# Dufouriellus ater
Dufouriellus ater ist eine Art in der Familie der Blumenwanzen (Anthocoridae). Die Gattung Dufouriellus ist monotypisch, das heißt, sie besteht nur aus einer Art. Diese wurde als Xylocoris ater von Jean-Marie Léon Dufour im Jahr 1833 erstbeschrieben, später einer eigenen Gattung Dufouriellus zugeordnet.
Das Art-Epitheton ater kommt aus dem Lateinischen und bedeutet „schwarz“.

## Merkmale
Die Wanzen sind 1,9–2,4 mm lang. Sie besitzen eine schwarze Grundfarbe. Die Hemielytren bedecken nicht den ganzen Hinterleib. Die apikale Hälfte der Membran weist einen charakteristischen dunklen Fleck auf. Rüssel, Tibien und Tarsen sind rötlich gefärbt. Die Wanzen sind dorsoventral abgeplattet, was einen Hinweis auf deren typischen Lebensraum darstellt.

## Verbreitung
Dufouriellus ater ist in der Paläarktis heimisch. Ihr Vorkommen reicht von Süd-Skandinavien bis nach Nordafrika. Auf den Britischen Inseln ist die Art ebenfalls vertreten. Nach Osten reicht das Verbreitungsgebiet über den Nahen Osten und den Kaukasus bis nach Sibirien und China. In Mitteleuropa ist Dufouriellus ater fast überall vorhanden, jedoch nicht häufig.
Spätestens Anfang des 20. Jahrhunderts wurde die Wanzenart in Nordamerika eingeschleppt. Dort wurde sie erstmals 1916 nachgewiesen. Ihr Verbreitungsgebiet erstreckt sich an der Westküste von Kalifornien bis nach British-Columbia, einschließlich Idaho. Im Osten ist die Art ebenfalls vertreten, Funde existieren aus Ontario, Kentucky und North Carolina.

## Lebensweise
Dufouriellus ater lebt gewöhnlich unter der trockenen Borke von Totholz. Man findet sie jedoch auch an den Stämmen verschiedener Laub- und Nadelhölzer, insbesondere von Platanen, deren Borke jährlich abblättert. Die Imagines beobachtet man das ganze Jahr über. Die Art überwintert üblicherweise sowohl als Imago als auch in Form von reiferen Nymphen. Die Eiablage findet im Frühjahr statt. Die Wanzen ernähren sich räuberisch von den verschiedenen Entwicklungsstadien kleiner Insekten (darunter Staubläusen) und anderer Gliederfüßer.

## Bilder

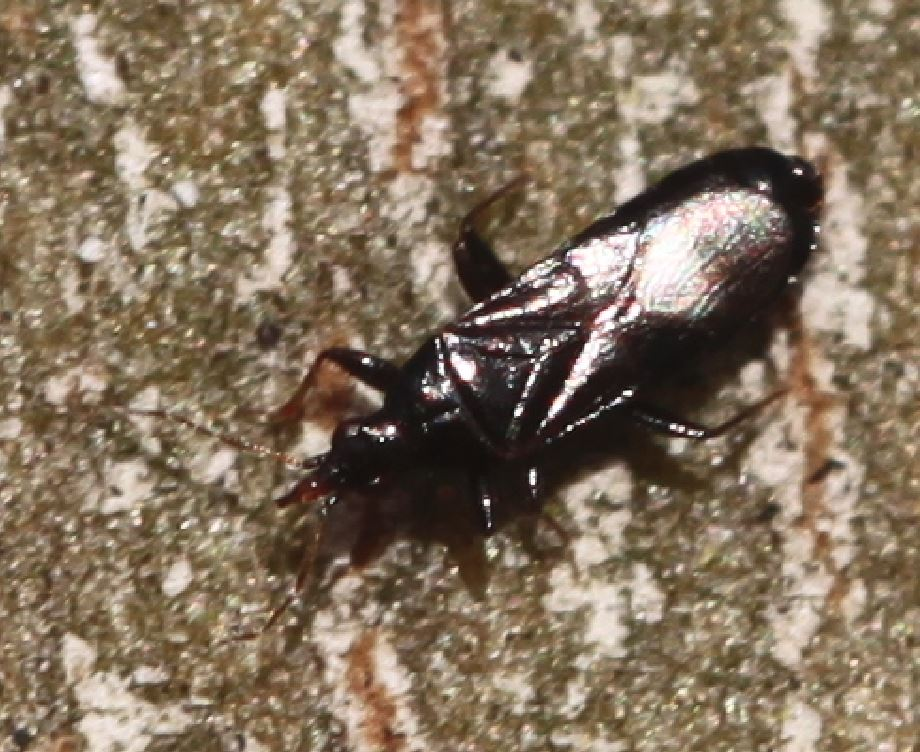
Dorsalansicht
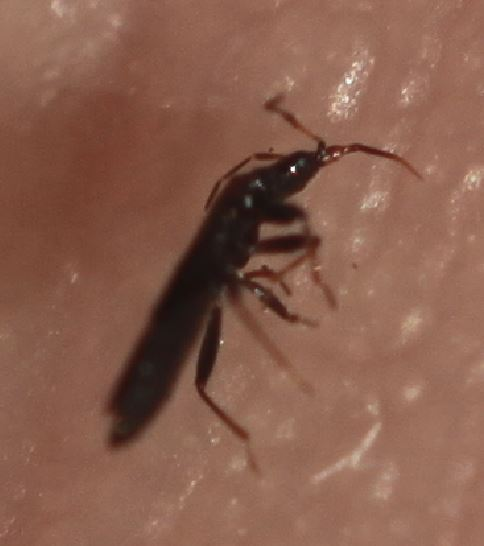
Seitenansicht
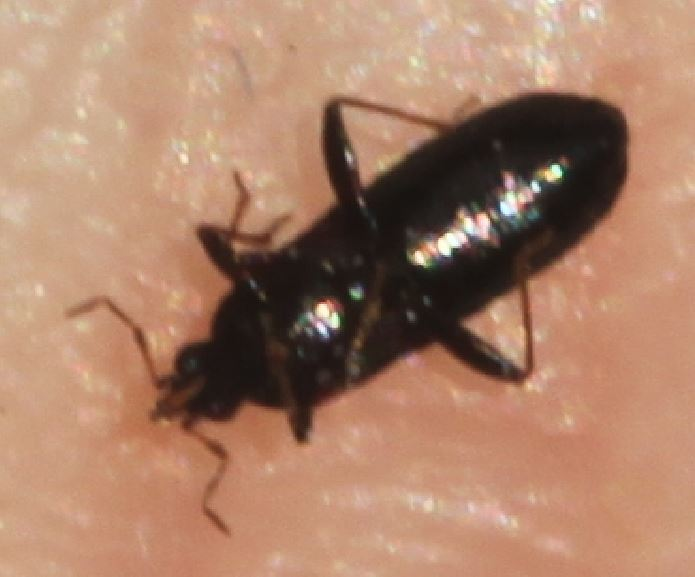
Ventralansicht
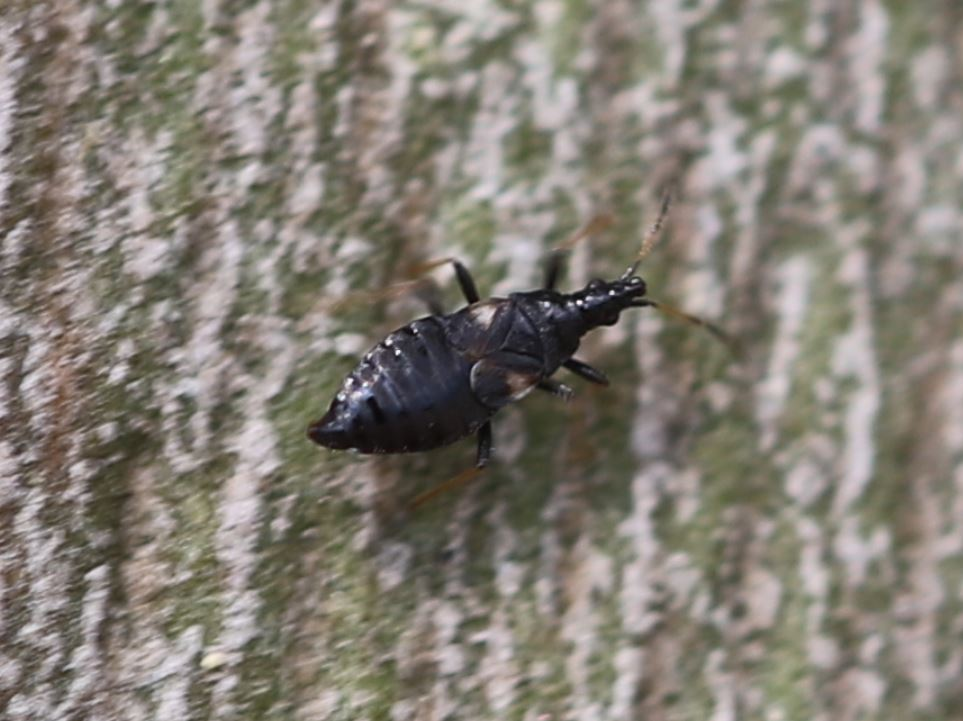
Nymphe
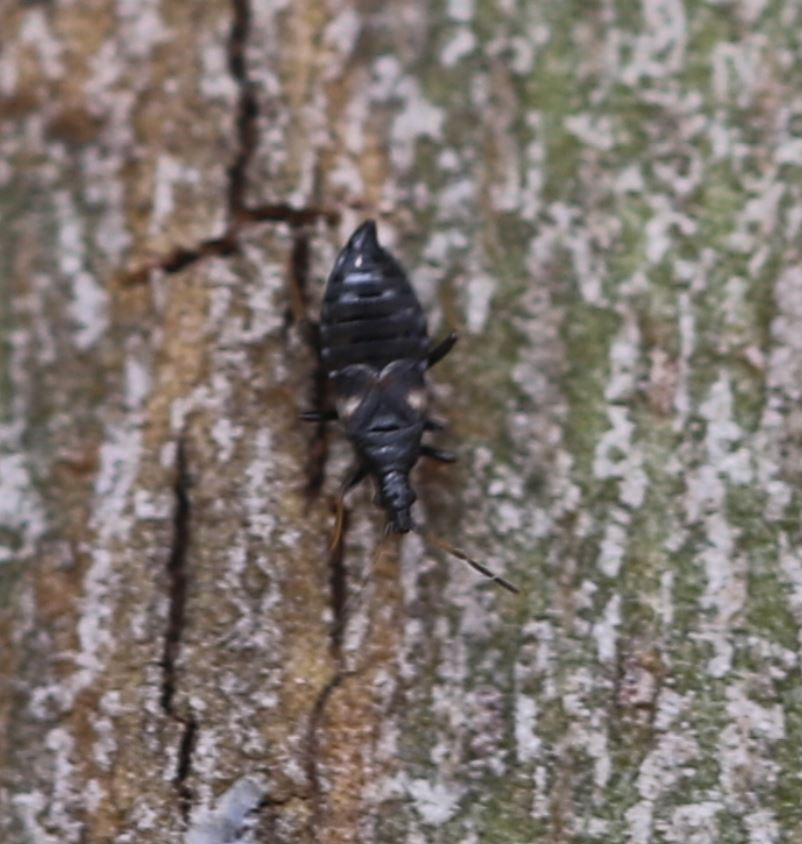
Nymphe